# Minerva NN

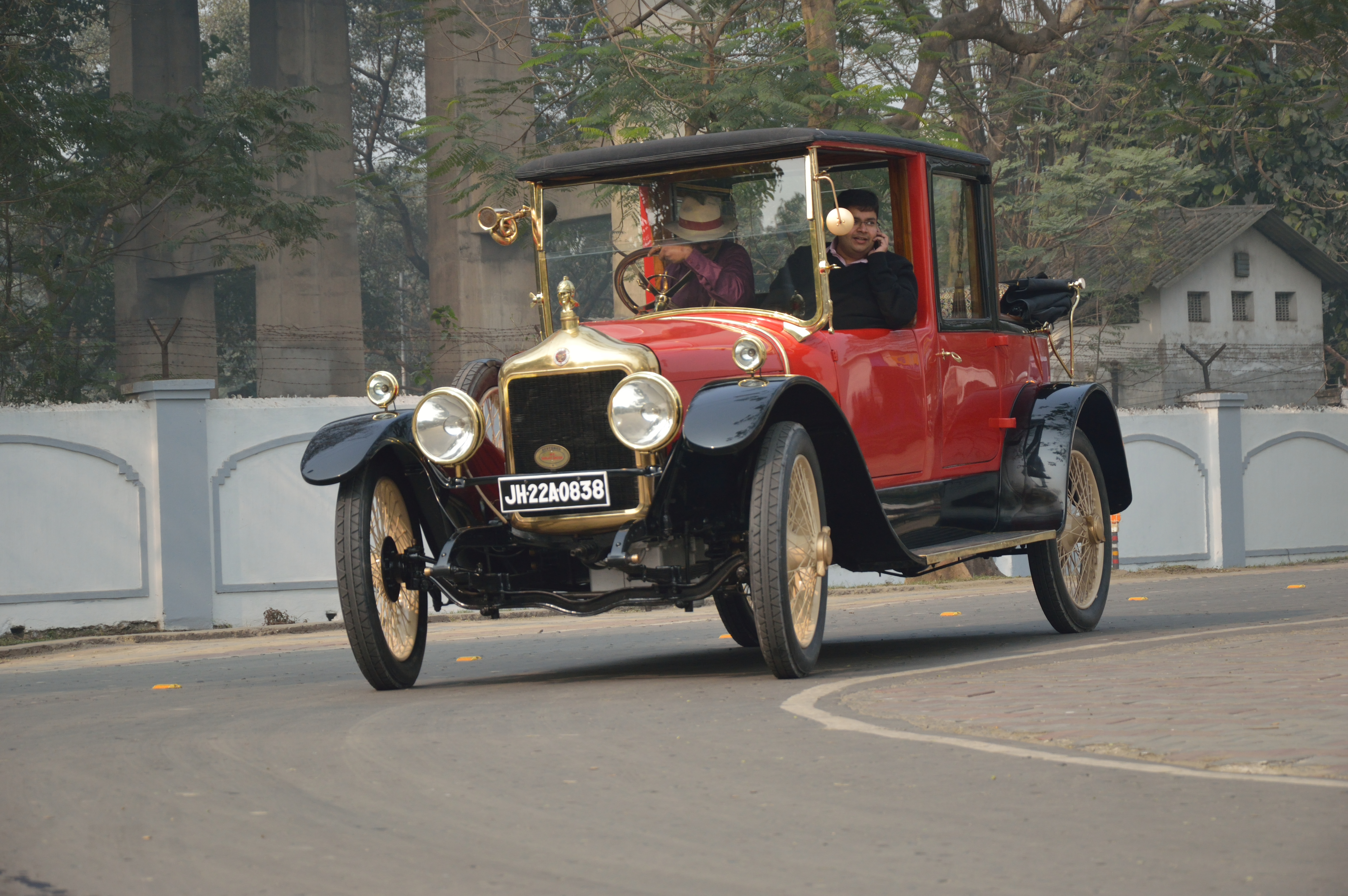
Minerva NN uit 1919

Minerva NN is een type automodel die gemaakt werd door de Belgische firma Minerva.
Tijdens de Eerste Wereldoorlog werd de Minervafabriek geheel leeggeroofd door de bezetter. In 1920 kon men weer voor het eerst auto's produceren. 
Het Type NN heeft een viercilinder schuivenmotor van 3,6 liter. De wagen werd geleverd met vernikkelde lampen en radiateur.